# 史密斯狸藻
史密斯狸藻（學名：Utricularia smithiana）为狸藻属似多年生中型陆生或贴水生食虫植物。其种加词“smithiana”来源于英国植物采集者J·E·史密斯（J. E. Smith）。史密斯狸藻为印度的特有种。其陆生或贴水生于中低海拔的沼泽或浅水中。1849年，罗伯特·怀特最先发表了史密斯狸藻的描述。1884年，查尔斯·拜伦·克拉克将其归为短梗狸藻（U. caerulea）的一个变种。但之后不久又将其恢复为独立物种。

## 外部連結
维基共享资源上的相關多媒體資源：史密斯狸藻
 維基物種上的相關：史密斯狸藻